# بينونة (فئة فرقيطة)
سفن الفئة بينونة هي فرقيطة (سفينة حربية) بُنيت لصالح بحرية الإمارات العربية المتحدة. سميت الفئة وكذلك السفينة الأولى منها باسم إحدى المناطق في أبوظبي «بينونه Baynunah». تم التخطيط لبناء 6 سفن من هذه الفئة وقد شيدت بالكامل، ودخلت جميعها في الخدمة، وأجريت تجارب على المنصات وأنظمة القتال خلال العام 2011 .

## الوصف
صممت هذه السفينة بشكل مشابه لتصميم سفينة Combattante BR70 التي تصنعها شركة CMN Group.  صُممت فرقيطة بينونة لأداء مهام الدورية والمراقبة ونشر الألغام والاعتراض وعمليات مكافحة سفن السطح في المياه الإقليمية والمنطقة الاقتصادية الخالصة بدولة الإمارات العربية المتحدة وغيرها من مهام.

## لمحة تاريخية
في عام 2004؛ وقعت وزارة الدفاع في دولة الإمارات العربية المتحدة عقد مع شركة أبوظبي لبناء السفن من أجل بناء سفن حربية من نوع بينونة لكي تحل مكان السفن الحربية القديمة التي كانت من نوع (أردانا). بنيت السفية الأولى من نوع بينونة في فرنسا من قبل شركة الانشاءات الميكانيكية النورمندية بينما بنيت السفن المتبقية من قبل شركة أبوظبي لبناء السفن.
تم تدشين السفينة الأولى من الفئة  في 25 يونيو 2009. وبدأت التجارب البحرية في يناير 2010.
بينما تم تدشين السفينة الرابعة من الفئة (أطلق عليها اسم: مَزْيُد) في 15 فبراير 2012 حيث أطلقتها أبوظبي لبناء السفن ADSB. وكانت الشركة تأمل في الحصول على مزيد من الطلبات على سفن الفئة من البحرية السعودية والبحرية الكويتية  (ولكن لم يعلن عن أي طلبات من هذا النوع فيما بعد).
وقد تم تدشين السفية الأخيرة من الفئة تحت اسم«الهيلي» في 6 فبراير 2014.
خلال التدخل العسكري بقيادة السعودية في الحرب الأهلية اليمنية شارك عدد من هذه السفن في ضرب حصار بحري على اليمن.